# Challenge mondial de course en montagne longue distance 2012
Navigation
2011 2013
Le Challenge mondial de course en montagne longue distance 2012 est une compétition de course en montagne qui s'est déroulée les 8 septembre et 9 septembre 2012 à Interlaken en Suisse. C'est le marathon de la Jungfrau qui accueille l'épreuve. Il s'agit de la neuvième édition de l'épreuve.

## Résultats
Au vu de la participation historique à cette course avec 6317 coureurs classés, l'épreuve s'est déroulée sur deux jours. Le marathon féminin s'est déroulé le samedi. La Française Aline Camboulives, victorieuse l'année précédente, mène le début de course. Mais à partir de Wengen, l'Américaine Stevie Kremer prend les devants et s'impose en 3 h 22 min 42 s. Le podium est complété par l'Autrichienne Sabine Reiner et l'Américaine Kim Dobson tandis qu'Aline Camboulives termine au pied du podium. Les États-Unis remportent le classement par équipes malgré le fait que Stevie Kremer n'en fasse pas partie. La Suisse et l'Autriche complètent le podium.
Le marathon masculin s'est déroulé le dimanche. L'Autrichien Markus Hohenwarter, vainqueur de l'épreuve l'année précédente, défend son titre avec succès. Le champion 2011 Mitja Kosovelj effectue une excellente fin de course et double le Kényan Hosea Tuei pour terminer sur la seconde marche du podium. Le meilleur Suisse est Patrick Wieser qui termine quatrième et permet à la Suisse de remporter la victoire au classement par équipes devant les États-Unis et l'Allemagne.

### Individuel
| Rang               | Athlète               | Pays       | Temps           |
| ------------------ | --------------------- | ---------- | --------------- |
| Médaille d'or      | Markus Hohenwarter    | Autriche   | 2 h 59 min 42 s |
| Médaille d'argent  | Mitja Kosovelj        | Slovénie   | 3 h 0 min 47 s  |
| Médaille de bronze | Hosea Tuei            | Kenya      | 3 h 1 min 24 s  |
| 4                  | Patrick Wieser        | Suisse     | 3 h 3 min 11 s  |
| 5                  | Sage Canaday          | États-Unis | 3 h 6 min 47 s  |
| 6                  | Brian MacMahon        | Irlande    | 3 h 7 min 44 s  |
| 7                  | Gerd Frick            | Italie     | 3 h 8 min 17 s  |
| 8                  | Paul Maticha Michieka | Kenya      | 3 h 8 min 41 s  |
| 9                  | Robbie Simpson        | Écosse     | 3 h 21 min 10 s |
| 10                 | Marco Sturm           | Allemagne  | 3 h 10 min 52 s |

| Rang               | Athlète                  | Pays       | Temps           |
| ------------------ | ------------------------ | ---------- | --------------- |
| Médaille d'or      | Stevie Kremer            | États-Unis | 3 h 22 min 42 s |
| Médaille d'argent  | Sabine Reiner            | Autriche   | 3 h 24 min 10 s |
| Médaille de bronze | Kim Dobson               | États-Unis | 3 h 26 min 58 s |
| 4                  | Aline Camboulives        | France     | 3 h 27 min 28 s |
| 5                  | Maude Mathys             | Suisse     | 3 h 35 min 40 s |
| 6                  | Jasmin Nunige            | Suisse     | 3 h 36 min 13 s |
| 7                  | Angela Mudge             | Écosse     | 3 h 39 min 15 s |
| 8                  | Anita Håkenstad Evertsen | Norvège    | 3 h 41 min 55 s |
| 9                  | Melody Fairchild         | États-Unis | 3 h 44 min 22 s |
| 10                 | Angela Haldimann-Riedo   | Suisse     | 3 h 46 min 11 s |

### Équipes
| Rang               | Pays                                                   | Points          |
| ------------------ | ------------------------------------------------------ | --------------- |
| Médaille d'or      | Suisse Patrick Wieser Marc Lauenstein Christian Mathys | 9 h 32 min 11 s |
| Médaille d'argent  | États-Unis Sage Canaday Galen Burrell Zac Freudenburg  | 9 h 38 min 20 s |
| Médaille de bronze | Allemagne Marco Sturm Ulrich Benz Stefan Hubert        | 9 h 42 min 22 s |

| Rang               | Pays                                                            | Points           |
| ------------------ | --------------------------------------------------------------- | ---------------- |
| Médaille d'or      | États-Unis Kim Dobson Melody Fairchild Brandy Erholtz           | 11 h 0 min 50 s  |
| Médaille d'argent  | Suisse Jasmin Nunige Angela Haldimann-Riedo Daniela Aeschbacher | 11 h 9 min 53 s  |
| Médaille de bronze | Autriche Sabine Reiner Karin Freitag Carina Lilge-Leutner       | 11 h 35 min 29 s |